# Jan Mazoch

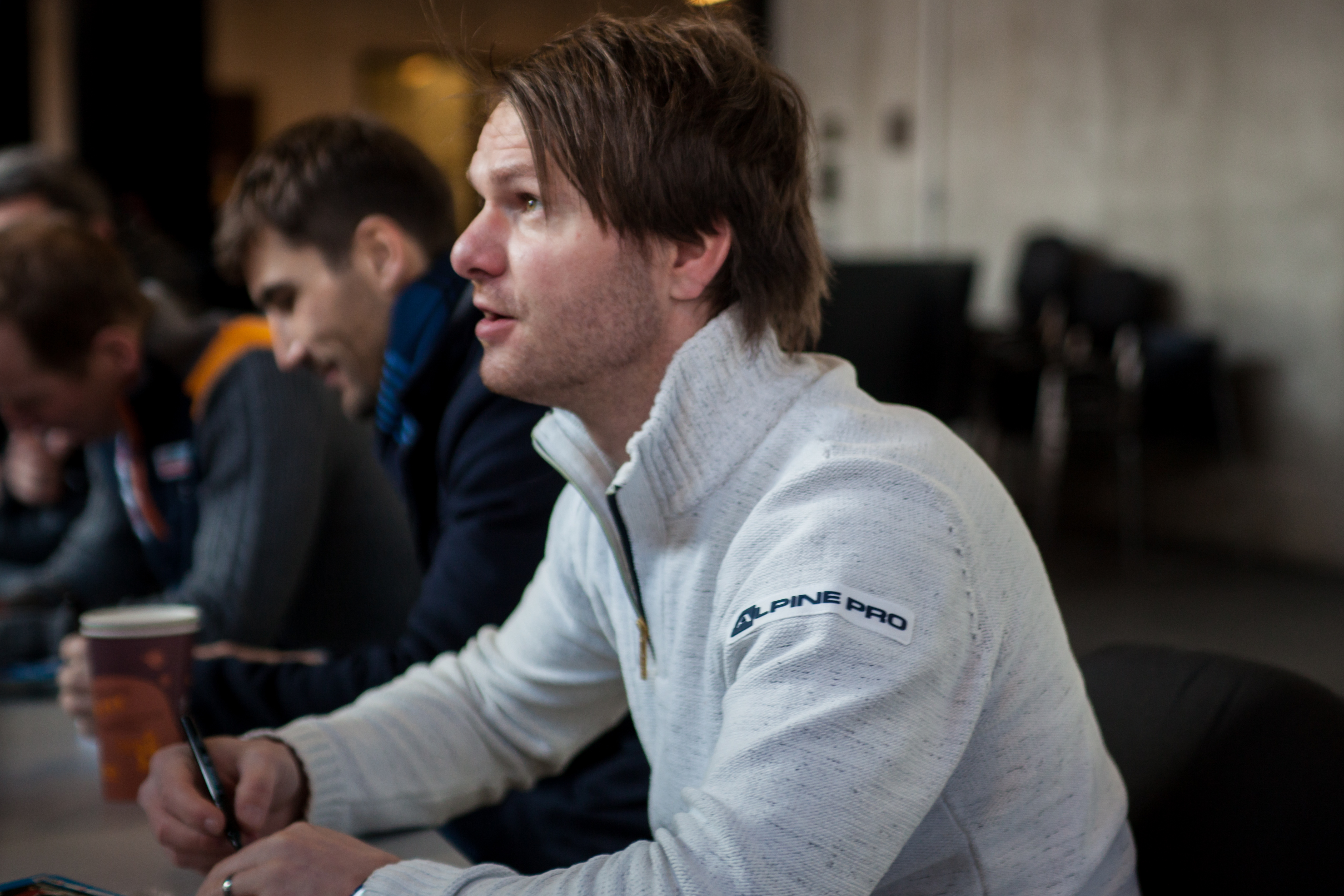
Jan Mazoch 2019

Jan Mazoch, född 5 september 1985 i  Čeladná i Mähren-Schlesien, är en tjeckisk tidigare backhoppare. Han representerade Dukla Frenštát p. Radhoštěm och senare TJ Dukla Liberec. 

## Karriär
Jan Mazoch debuterade internationellt i kontinentalcupen (COC) i Olympiabacken i St. Moritz i Schweiz 26 december 2001. Han blev nummer 12 i sin första internationella tävling. Mazoch deltog i junior-VM 2002 i Schonach im Schwarzwald i Tyskland och 2003 i Sollefteå i Sverige. I Solletfteå vann han en bronsmedalj i den individuella tävlingen, efter Thomas Morgenstern från Österrike och Rok Benkovič från Slovenien. Jan Mazoch debuterade i världscupen i Falun i Sverige 13 mars 2002. Han blev nummer 41 (av 50 deltagare) i sin första världscupdeltävling. Mazoch växlade mellan tävlingar i världscupen, kontinentalcupen och FIS-cupen. Bästa resultatet i den totala världscupen kom säsongen 2006/2007 då han blev nummer 65 sammanlagt. I tysk-österrikiska backhopparveckan hade han bästa säsongen 2004/2005 då han blev nummer 54 totalt.
Under olympiska spelen 2002 i Salt Lake City i USA tävlade Jan Mazoch i samtliga grenar. Han blev nummer 35 i normalbacken och nummer 36 i stora backen i Utah Olympic Park Jumps. I lagtävlingen blev han nummer 12 med tjeckiska laget. Mazoch deltog också i olympiska spelen 2006 i Turin i Italien. Där tävlade han endast i normalbacken i Stadio del Trampolino i Pragelato och slutade på en 36:e plats.
Jan Mazoch startade i skiflygnings-VM 2002 på hemmaplan i Čerťák i Harrachov och blev nummer 26. I VM 2004 i Letalnica i Planica i Slovenien arrangerades lagtävling i skidflygning för första gången. Mazoch blev nummer 9 i lagtävling tillsammans med lagkamraterna. I den individuella tävlingen slutade han på en 36:e plats.
Under Skid-VM 2003 i Val di Fiemme i Italien blev Jan Mazoch nummer 44 (i normalbacken) och nummer 48 (i stora backen) i Trampolino Giuseppe dal Ben. I lagtävlingen blev han nummer åtta. I Skid-VM 2005 i Oberstdorf i Tyskland arrangerades för första gången i VM-sammanhang två lagtävlingar. Jan Mazoch deltog i båda lagtävlingarna och blev nummer sju i lagtävlingen i normalbacken och nummer åtta i stora backen. I den individuella tävlingen i normalbacken slutade Mazoch på en 28:e plats. 
Under en världscupdeltävling i stora backen (Wielka Krokiew) i Zakopane i Polen låg Jan Mazoch på en femtonde plats efter första omgången. I andra omgången föll han och blev liggande i backen. Räddningspersonal skyndade till och Mardoch fraktades till ett närliggande sjukhus. Senare samma dag transporterades han till ett sjukhus i Kraków där han placerades i ett medicinskt inducerad koma för att förhindra ytterligare skador. 22 januari fördes Mazoch ut ur koma och transporterades till Tjeckien för rehabilitering. Jan Mazoch gjorde comeback i hoppbacken augusti 2007. Han tävlade i kontinentalcupen 15 september 2007 i Villach. Jan Mazoch avslutade dock sin backhoppskarriär 2008.

## Övrigt
Jan Mazoch är äldre bror till backhopparen Jiří Mazoch och barnbarn till tidigare storhopparen Jiří Raška. 